# Knockout 51
Knockout 51 (sinngemäß Knockout Eisenach, kurz KO51) ist der Name einer mutmaßlich militanten rechtsextremistischen deutschen Kampfsportgruppe. 51 steht dabei für EA, das Eisenacher Autokennzeichen.
Am 2. Mai 2023 klagte der Generalbundesanwalt beim Bundesgerichtshof vier mutmaßliche Mitglieder von Knockout 51 u. a. wegen hinreichenden Tatverdachts der Mitgliedschaft in einer und Gründung einer kriminellen und terroristischen Vereinigung, mehrfacher gefährlicher Körperverletzung, Angriffen auf Vollstreckungsbeamte, Landfriedensbruchs, versuchter Gefangenenbefreiung und Verstößen gegen das Waffenrecht an. Dabei ging es um insgesamt 14 Ereignisse. Am 1. August 2023 ließ das Thüringer Oberlandesgericht die Anklage zu. Im Unterschied zur Anklage ging es allerdings im Verfahren vor dem Oberlandesgericht nicht um die Bildung einer terroristischen Vereinigung, sondern um diejenige einer kriminellen Vereinigung. Am 1. Juli 2024 folgte die erstinstanzliche Verurteilung der vier Angeklagten zu je einer mehrjährigen Freiheits- bzw. Jugendstrafe unter anderem wegen Gründung und Mitgliedschaft in einer kriminellen Vereinigung und Körperverletzungsdelikten.
Die Gruppe soll im Umfeld der NPD Thüringen aktiv und spätestens im Jahr 2019 gegründet worden sein. Junge Männer sollen in rechtsextremem Gedankengut geschult und für körperliche Auseinandersetzungen mit Polizeibeamten, Angehörigen der linken Szene und weiteren Personen ausgebildet worden sein. Laut dem Generalbundesanwalt war Knockout 51 bundesweit mit anderen gewaltbereiten rechtsextremen Kampfsportgruppen vernetzt.

## Struktur
Nach der Anklage des Generalbundesanwalts besteht hinreichender Tatverdacht hinsichtlich Folgendem:
Drei der später angeklagten Rechtsextremisten sollen die Gruppe spätestens im März 2019 gegründet haben. Der als Rädelsführer angesehene Leon R. soll außerdem Kontakt zur internationalen rechtsterroristischen Gruppe Atomwaffen Division gesucht haben. Knockout 51 ist bestens eingebunden in die internationale rechtsterroristische Szene. Zunächst soll Knockout 51 versucht haben, sich in Eisenach als Ordnungsmacht zu etablieren, sich jedoch spätestens seit April 2021 zum Ziel gesetzt haben, Personen der linksextremen Szene umzubringen.
Die Gruppe soll im Umfeld der NPD Thüringen aktiv gewesen sein. Junge, nationalistische Männer sollen in rechtsextremem Gedankengut geschult und für körperliche Auseinandersetzungen mit Polizeibeamten, Angehörigen der linken Szene und sonstigen als bekämpfenswert erachteten Personen ausgebildet worden sein. Die Ausbildungen soll KO51 in der Geschäftsstelle der Thüringer NPD, dem sogenannten „Flieder Volkshaus“ in Eisenach abgehalten haben.
Die Mitglieder von KO51 sollen sich demnach unter anderem unter „Querdenken“-Demonstrationen gegen die Corona-Politik gemischt haben. Der Staatsschutz fand heraus, dass eine Attacke der Gruppe auf Polizisten während einer Corona-Demonstration in Berlin am 29. August 2020 vorher geplant gewesen war und sich in eine Reihe von gezielten Angriffen einreihte. Am 4. Februar 2022 soll ein mutmaßliches KO51-Mitglied mit einer weiteren Person in Eisenach einen Polizisten regelrecht gejagt haben. Bei einer privaten Feier in einem Garagenhof sollen die beiden gezielt dem privat anwesenden Polizisten mehrmals ins Gesicht geschlagen haben, so dass ihm das Jochbein, der Kieferknochen und die Augenhöhle brachen.
Auch soll die Gruppe angestrebt haben, einen „Nazi-Kiez“ aufzubauen. Mitglieder sollen das Wahlkreisbüro der Partei Die Linke in Eisenach angegriffen haben.

## Festnahmen, Anklage und Hauptverfahren
Am 6. April 2022 wurden vier Mitglieder bei einer großangelegten Razzia gegen die militante Neonaziszene festgenommen. Noch am gleichen Tage wurden die Haftbefehle vom Ermittlungsrichter am Bundesgerichtshof in Vollzug gesetzt, so dass sich die Beschuldigten seitdem in Untersuchungshaft befanden. Die Behörden sammelten Beweise u. a. durch Telekommunikationsüberwachung. Der Bundesgerichtshof erklärte: „Der dringende Tatverdacht beruht wesentlich auf Erkenntnissen aus Telekommunikations- und Pkw-Innenraumüberwachungen und auf gesicherten Chatnachrichten.“
Am 2. Mai 2023 wurde Anklage erhoben. Am 1. August 2023 ließ der Staatsschutzsenat des Thüringer Oberlandesgerichts die Anklage zu, jedoch mit der Maßgabe, dass der Senat das Verfahren nicht wegen Bildung einer terroristischen Vereinigung, sondern wegen Bildung einer kriminellen Vereinigung (neben mehrfacher gefährlicher Körperverletzungen, Widerstand gegen Vollstreckungsbeamte, Verstößen gegen das Waffenrecht u. a.) eröffnet. Die Hauptverhandlung begann am 21. August 2023. Unter anderem soll es zu 10 Attacken gekommen sein, bei denen die Opfer bis zur Bewusstlosigkeit verprügelt worden sein sollen. Leon R. und Bastian A. werden zudem beschuldigt, sich verbotene Waffen und Waffenteile besorgt zu haben – unter anderem Schlagringe, ein Butterflymesser, eine manipulierte Gaspistole sowie wesentliche Teile für halbautomatische Schusswaffen. Außerdem soll es Schießausbildung gegeben haben.
Im November 2023 kam es zu 12 weiteren Durchsuchungen und einer Festnahme. Den Beschuldigten wird insbesondere vorgeworfen, versucht zu haben, die Gruppe fortzuführen.
Am 14. Dezember 2023 wurden im Rahmen der Ermittlungen die Beschuldigten Patrick Wieschke, Kevin N. und Marvin W. in Erfurt und Eisenach festgenommen. Laut der Pressemitteilung des Generalbundesanwalts werden sie verdächtigt, eine kriminelle und terroristische Vereinigung gegründet beziehungsweise unterstützt zu haben.
Am 5. April 2024 teilte das Thüringer Oberlandesgericht in Bezug auf Maximilian A., Bastian A., Eric K. und Leon R. mit, dass es die Untersuchungshaft gegen drei der vier Angeklagten aufgehoben habe. Da die Angeklagten nunmehr seit zwei Jahren in Haft seien, sei die weitere Vollstreckung der Untersuchungshaft angesichts der Straferwartung nicht mehr verhältnismäßig. Die Untersuchungshaft gegen den vierten Angeklagten würde jedoch fortgesetzt, da er mit einer höheren Strafe als die anderen drei rechnen müsse. Die Hauptverhandlung gegen alle vier Angeklagte dauere weiter an.
Am 1. Juli 2024 verurteilte der Staatsschutzsenat des Thüringer Oberlandesgerichts die vier Angeklagten. Dass die Gruppe unter Überschreitung der Selbstverteidigung geplant hätten, Linksextremisten zu töten, sei nicht nachzuweisen gewesen.  Den Hauptangeklagten verurteilte der Senat wegen Gründung und Mitgliedschaft in einer kriminellen Vereinigung als Rädelsführer, mehrfacher gefährlicher Körperverletzung und Verstößen gegen das Waffenrecht zu einer Gesamtfreiheitsstrafe von 3 Jahren und 10 Monaten. Der Haftbefehl gegen diesen Angeklagten wurde aufgehoben. Ein zweiter Angeklagter wurde wegen Mitgliedschaft in einer kriminellen Vereinigung, verschiedener Körperverletzungsdelikte und Verstoßes gegen das Waffenrecht zu einer Gesamtfreiheitsstrafe von 2 Jahren 6 Monaten verurteilt. Ein dritter Angeklagter wurde wegen Gründung und Mitgliedschaft in einer kriminellen Vereinigung, verschiedener Körperverletzungsdelikte und eines Verstoßes gegen das Waffenrecht zu einer Gesamtfreiheitsstrafe von 2 Jahren 2 Monaten verurteilt. Der jüngste Angeklagte wurde wegen Gründung und Mitgliedschaft in einer kriminellen Vereinigung, mehrerer gefährlicher Körperverletzungen, Nötigung, Diebstahls, Sachbeschädigung und Verstößen gegen das Versammlungsrecht zu einer Einheits-Jugendstrafe von 2 Jahren und 6 Monaten verurteilt. Der Generalbundesanwalt legte Revision gegen das Urteil ein.
Mit Beschluss vom 19. Dezember 2024 eröffnete der Senat für Staatsschutzsachen des Thüringer Oberlandesgerichts das Hauptverfahren gegen Patrick Wieschke, Kevin N. und Marvin W. vor der Staatsschutzkammer des Landgerichts Gera, da es abweichend von der Anklageschrift nur vom Tatvorwurf einer (rädelsführerschaftlichen) Beteiligung bzw. Unterstützung einer kriminellen Vereinigung ausging und nicht bezüglich einer terroristischen Vereinigung. Der Generalbundesanwalt legte deswegen sofortige Beschwerde zum Bundesgerichtshof ein. Der für Staatsschutzstrafsachen zuständige 3. Strafsenat des Bundesgerichtshofes eröffnete daraufhin mit Beschluss vom 6. Februar 2025 das Verfahren vor einem anderen Senat des Thüringer Oberlandesgerichts. Die Zuständigkeit des Oberlandesgerichts liege sowohl vor, weil hinreichenden Tatverdacht auch in Bezug auf eine terroristische Vereinigung gegeben sei, als auch wegen der besonderen Bedeutung des Falles.

## Rezeption
Die Thüringer Landtagsabgeordnete Katharina König-Preuss (Die Linke) erklärte im Mai 2023, es sei richtig, dass der Generalbundesanwalt gegen die Gruppierung ermittele: „Viel zu lange konnten sich Neonazis in Eisenach weitgehend konsequenzenlos radikalisieren, den Umgang mit Waffen und Kampfsport trainieren und massive Gewalt gezielt gegen politisch-linke Gegner und Menschen mit Migrationsgeschichte einsetzen“. Gemäß der Antwort der Landesregierung auf eine von ihr gestellte kleine Anfrage seien im Zeitraum 2015 bis 2018 schon mehr als 60 Straftaten bekannt gewesen, darunter mehrere Fälle schwerer Körperverletzung und Verstöße gegen Waffen- und Sprengstoffgesetze, die bereits 2019 ein Vorgehen gegen die Gruppe ermöglicht hätten.